# Myall Creek
Myall Creek är en ort i Australien. Den ligger i kommunen Inverell och delstaten New South Wales, i den sydöstra delen av landet, omkring 460 kilometer norr om delstatshuvudstaden Sydney. Orten hade 38 invånare år 2016.
Trakten runt Myall Creek är nära nog obefolkad, med mindre än två invånare per kvadratkilometer.. Närmaste större samhälle är Delungra, omkring 12 kilometer nordost om Myall Creek.
I omgivningarna runt Myall Creek växer huvudsakligen savannskog. Genomsnittlig årsnederbörd är 823 millimeter. Den regnigaste månaden är januari, med i genomsnitt 137 mm nederbörd, och den torraste är oktober, med 27 mm nederbörd.